# Fox Chase
Fox Chase és una població dels Estats Units a l'estat de Kentucky. Segons el cens del 2000 tenia 476 habitants.

## Demografia
Segons el cens del 2000, Fox Chase tenia 476 habitants, 176 habitatges, i 162 famílies. La densitat de població era de 540,5 habitants/km².
Dels 176 habitatges en un 27,8% hi vivien nens de menys de 18 anys, en un 87,5% hi vivien parelles casades, en un 2,8% dones solteres, i en un 7,4% no eren unitats familiars. En el 6,8% dels habitatges hi vivien persones soles el 2,3% de les quals corresponia a persones de 65 anys o més que vivien soles. El nombre mitjà de persones vivint en cada habitatge era de 2,7 i el nombre mitjà de persones que vivien en cada família era de 2,81.
Per edats la població es repartia de la següent manera: un 19,1% tenia menys de 18 anys, un 7,8% entre 18 i 24, un 19,5% entre 25 i 44, un 46,4% de 45 a 60 i un 7,1% 65 anys o més.
L'edat mediana era de 47 anys. Per cada 100 dones de 18 o més anys hi havia 107 homes.
La renda mediana per habitatge era de 73.750 $ i la renda mediana per família de 75.790 $. Els homes tenien una renda mediana de 50.781 $ mentre que les dones 32.250 $. La renda per capita de la població era de 30.371 $. Cap de les famílies estaven per davall del llindar de pobresa.

## Poblacions més properes
El següent diagrama mostra les poblacions més properes.